# Papaipema luteipicta
Papaipema luteipicta är en fjärilsart som beskrevs av Embrik Strand 1921. Papaipema luteipicta ingår i släktet Papaipema och familjen nattflyn. Inga underarter finns listade i Catalogue of Life.